# 认识你自己

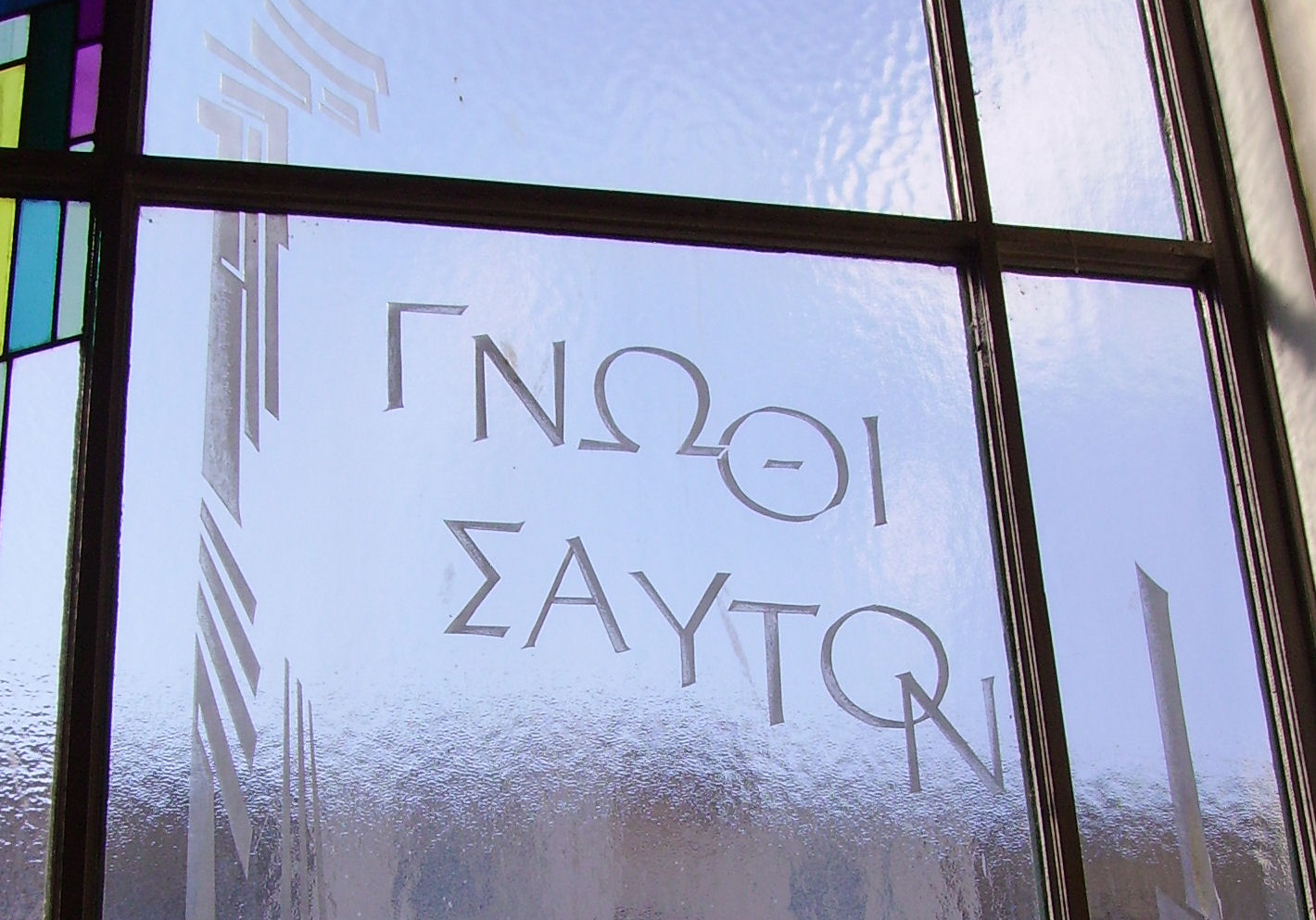
「γνώθι σεαυτόν」

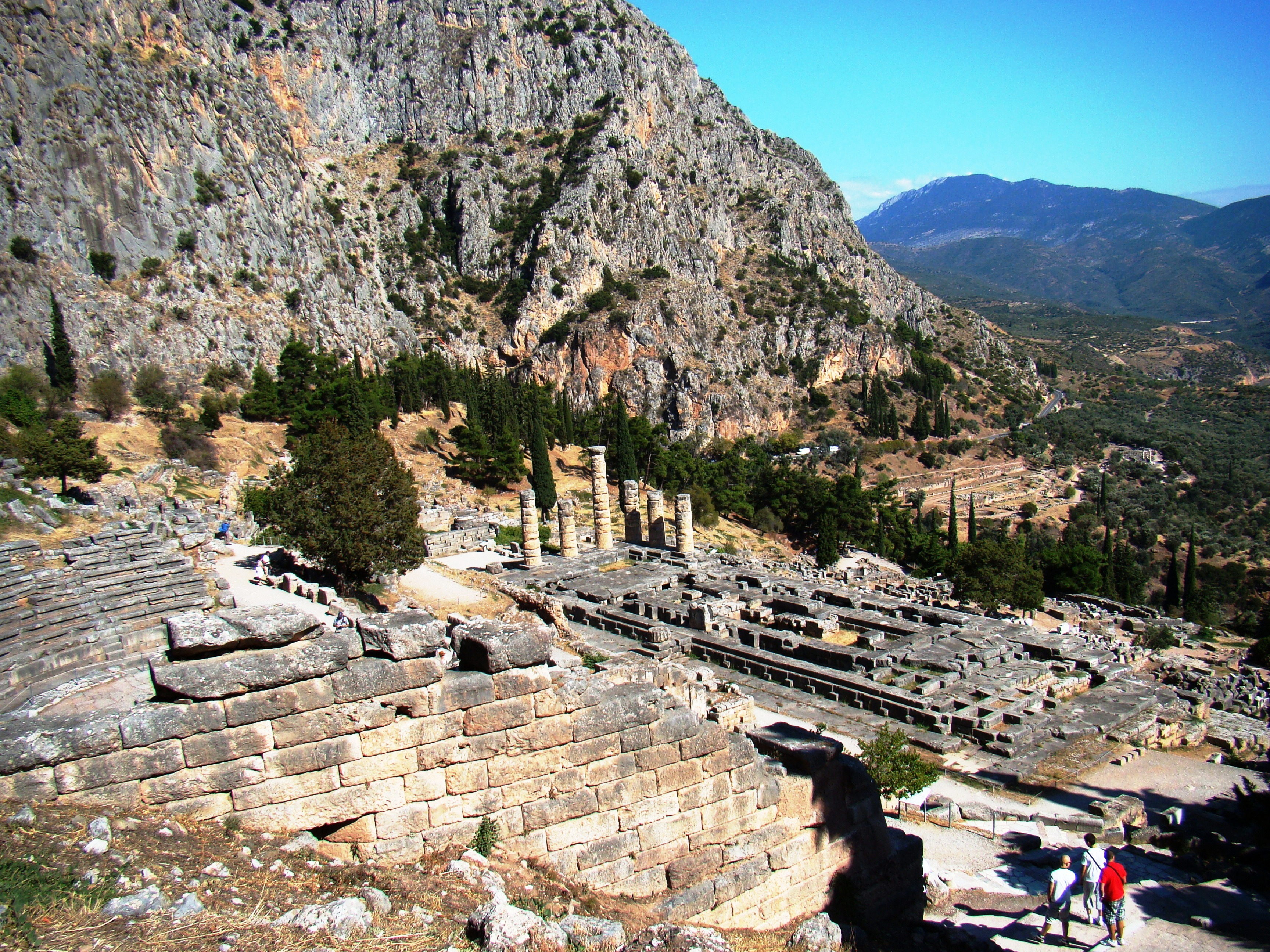
德爾斐的阿波羅神廟，該名句的出處

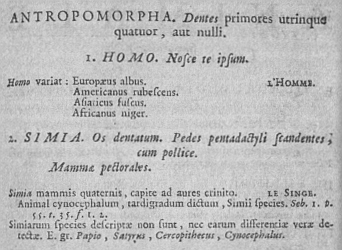
被誉为“分类学之父”的卡尔·冯·林奈在他的《自然系统》一书中关于人属的部分也写下了“认识你自己”

認識你自己，或認識自己（希臘語：γνῶθι σεαυτόν），相傳是刻在德爾斐的阿波羅神廟的三句箴言之一，也是其中最有名的一句。另外兩句是「妄立誓則禍近」（ἐγγύα πάρα δ'ἄτη）和「凡事勿過度」（英文：Moderation或Nothing in excess）。或說這句話出自身为古希臘七賢之一的契罗，或說出自泰勒斯，或說出自蘇格拉底。傳統上對這句話的闡釋，是勸人要有自知，明白人只是人，並非諸神。这句格言也被归因于其他各种哲学家。 第欧根尼·拉尔修将其归因于泰勒斯，但他指出，安提斯泰尼在其《哲学家的继承》中将该格言归因于希腊神话诗人費蒙諾。 其他名字包括毕达哥拉斯和赫拉克利特。10世纪的拜占庭百科全书 《苏达辞书》 認為契罗和泰勒斯是格言“认识你自己”的来源，并指出：“这句谚语适用于那些自吹自擂的人”，“认识你自己”是一个警告，不要在意群众的意见。
根據第歐根尼·拉爾修的記載，有人問泰勒斯「何事最難為？」他應道：「認識你自己。」（見《哲人言行錄》卷一）尼采在《道德的系譜》的前言中，也針對「认识你自己」來大加闡述，他說：
|  | 「我們無可避免跟自己保持陌生，我們不明白自己，我們搞不清楚自己，我們的永恆判詞是：『離每個人最遠的，就是他自己。』──對於我們自己，我們不是『知者』……」 |